# Hydropsyche philo
Hydropsyche philo là một loài Trichoptera trong họ Hydropsychidae. Chúng phân bố ở miền Tân bắc.